# Elizabeth Phillips
Elizabeth Phillips (Spokane, Washington; 20 de agosto de 1986) es una artista marcial mixta estadounidense que compite en la división mosca. Anteriormente combatió para Invicta Fighting Championships.

## Carrera de artes marciales mixtas

### Comienzos
Phillips debutó como luchadora amateur de MMA en junio de 2011. Acumuló un récord de tres victorias, una derrota y un empate durante el año siguiente. Como profesional debutó en septiembre de 2012. Antes de firmar con la Ultimate Fighting Championship acumuló un récord de cuatro victorias y una derrota.

### Ultimate Fighting Championship
Phillips hizo su debut en UFC contra la canadiense Valérie Létourneau en UFC 174 el 14 de junio de 2014. Perdió la pelea por decisión dividida.
Phillips se enfrentó después a la rusa Milana Dudieva en UFC Fight Night: Bisping vs. Le el 23 de agosto de 2014. Perdió el combate por una controvertida decisión dividida.
En su tercera pelea con la promoción, Phillips se enfrentó a Jessamyn Duke en UFC on Fox: Dillashaw vs. Barão 2, el 25 de julio de 2015. Ganó el combate por decisión unánime. Durante su pelea, Phillips sufrió dos fallos de vestuario. Su pezón izquierdo quedó expuesto accidentalmente en el primer asalto, y su pezón derecho en el tercer asalto. Ambos incidentes ocurrieron cuando estaba de espaldas. Las imágenes de sus pezones desnudos se eliminaron posteriormente de las grabaciones, pero los aficionados grabaron muchas capturas de pantalla y vídeos.
Phillips se enfrentó a Raquel Pennington en UFC 202 el 20 de agosto de 2016. Perdió la pelea por decisión unánime y posteriormente fue liberada de la promoción.

### Después de UFC
En su primera aparición tras su salida de UFC, Philips se enfrentó a Leah Letson el 14 de enero de 2017 en Invicta FC 21, perdiendo el combate tras conseguir noquearla con una patada en la cabeza en el primer asalto.
Después de obtener una victoria por decisión unánime en la escena regional, Philips luchó contra la también veterana de UFC Kelly Faszholz en Invicta FC 23: Porto vs. Niedźwiedź el 20 de mayo de 2017. Phillips perdió el peso por 5 libras y la pelea se llevó a cabo en 140 libras, con el 20% de la bolsa de Phillip yendo a Kelly. Ella ganó la pelea por decisión unánime.
Philips se enfrentó a Jessy Miele en CES 56 el 31 de mayo de 2019. Perdió el combate por decisión dividida.
Philips regresó dos años después, el 12 de junio de 2021, perdiendo ante Serena DeJesus por decisión unánime en Fusion Fight League.
Al año siguiente, Philips volvería a perder por decisión unánime ante Claudia Zamora el 16 de septiembre de 2022, en Combate Global: González vs. Terry.

## Récord en artes marciales mixtas
| Resultado | Récord | Oponente           | Método                              | Evento                                     | Fecha                    | Ronda | Tiempo | Localización   |
| --------- | ------ | ------------------ | ----------------------------------- | ------------------------------------------ | ------------------------ | ----- | ------ | -------------- |
| Derrota   | 7–10   | Alexa Conners      | Decisión (split)                    | Conflict MMA 57                            | 27 de mayo de 2023       | 3     | 5:00   | Columbia       |
| Derrota   | 7–9    | Claudia Zamora     | Decisión (unánime)                  | Combate Global: Gonzalez vs. Terry         | 16 de septiembre de 2022 | 3     | 5:00   | Miami          |
| Derrota   | 7–8    | Serena DeJesus     | Decisión (unánime)                  | Fusion Fight League: De Jesus vs. Phillips | 12 de junio de 2021      | 3     | 5:00   | Helena         |
| Derrota   | 7–7    | Jessy Miele        | Decisión (split)                    | CES 56                                     | 31 de mayo de 2019       | 3     | 5:00   | Hartford       |
| Victoria  | 7–6    | Nikohl Johnson     | Decisión (unánime)                  | KOTC - New Beginning                       | 16 de noviembre de 2017  | 3     | 5:00   | Worley         |
| Derrota   | 6–6    | Kelly Faszholz     | Decisión (unánime)                  | Invicta FC 23: Porto vs. Niedźwiedź        | 20 de mayo de 2017       | 3     | 5:00   | Kansas City    |
| Victoria  | 6–5    | Sarah Howell       | Decisión (unánime)                  | ExciteFight - Conquest of the Cage         | 3 de febrero de 2017     | 3     | 5:00   | Airway Heights |
| Derrota   | 5–5    | Leah Letson        | KO (golpe en la cabeza y puñetazos) | Invicta FC 21: Anderson vs. Tweet          | 14 de enero de 2017      | 1     | 1:18   | Kansas City    |
| Derrota   | 5–4    | Raquel Pennington  | Decisión (unánime)                  | UFC 202                                    | 20 de agosto de 2016     | 3     | 5:00   | Las Vegas      |
| Victoria  | 5–3    | Jessamyn Duke      | Decisión (unánime)                  | UFC on Fox: Dillashaw vs. Barão 2          | 25 de julio de 2015      | 3     | 5:00   | Chicago        |
| Derrota   | 4–3    | Milana Dudieva     | Decisión (split)                    | UFC Fight Night: Bisping vs. Le            | 23 de agosto de 2014     | 3     | 5:00   | Macao          |
| Derrota   | 4–2    | Valérie Létourneau | Decisión (split)                    | UFC 174                                    | 14 de junio de 2014      | 3     | 5:00   | Vancouver      |
| Victoria  | 4–1    | Katie Howard       | Decisión (unánime)                  | Conquest of the Cage 16                    | 30 de mayo de 2014       | 3     | 5:00   | Airway Heights |
| Victoria  | 3–1    | Rachael Swatez     | TKO (puñetazos)                     | Conquest of the Cage 15                    | 28 de febrero de 2014    | 3     | 1:19   | Airway Heights |
| Victoria  | 2–1    | Kristen Stenzel    | Sumisión (rear-naked choke)         | Conquest of the Cage 14                    | 20 de noviembre de 2013  | 1     | 0:49   | Airway Heights |
| Victoria  | 1–1    | Stevie VanAssche   | TKO (puñetazos)                     | Conquest of the Cage 13                    | 20 de julio de 2013      | 3     | N/A    | Airway Heights |
| Derrota   | 0–1    | Miriam Nakamoto    | TKO (rodillazos)                    | Red Canvas - Art of Submission 2           | 15 de septiembre de 2012 | 2     | 2:39   | San José       |